# Jultomten (tidning)
Jultomten var en svensk barntidning och jultidning som gavs ut av Sveriges allmänna folkskollärareförening genom Svensk läraretidnings förlag årligen mellan 1891 och 1935.
Idén var att stimulera barnens fantasi, och inspirera till läsning.